# Simon Murray
Simon Murray (Leicester, 25 marzo 1940) è un imprenditore, avventuriero e scrittore inglese,  volontario nella Legione straniera francese. Detiene il record mondiale per essere stato nel 2004, a 63 anni d’età,  l’uomo più anziano ad aver mai raggiunto a piedi il Polo Sud senza assistenza.

## Le prime esperienze
Murray è nato a Leicester in una famiglia ricca di tradizioni militari. A neanche vent'anni di età si imbarcò come meccanico di sala macchina su una nave mercantile destinata all'America del Sud.
Il 22 febbraio 1960 si arruolò nella Legione straniera francese. In Algeria raggiunse il 1º Reggimento straniero a Sidi Bel Abbes per essere assegnato alla 5ª compagnia del Centro d'istruzione. Incorporato nel 2º Reggimento paracadutisti straniero, partecipò alla repressione degli insorti algerini del Front de Libération Nationale nella regione di Costantina e Orano. Il 12 febbraio 1965 si congedò dal Corpo con il grado di sergente.

## L'uomo d'affari
Congedato si recò a Hong Kong  entrando in affari nella società Jardine Matheson. Nel 1982 fondò una propria società la "Davenham Investments", agente dei più grandi gruppi come Mitsubishi e Total. Nel 1984 divenne il direttore manageriale dell'"Hutchison Whampoa" con sede a Hong Kong specializzata nella distribuzione,  attività portuali, energia e telecomunicazioni. Questa società era presieduta dal magnate cinese Li Ka Shing. Dimessosi nel 1993 entrò nella Deutsche Bank come membro del consiglio di amministrazione per la regione Pacifico e fondò la “Simon Murray  & associés”.
Simon Murray lavora essenzialmente a Hong Kong e nel Sud Est asiatico ed è membro di più consigli di amministrazioni di società a vocazione internazionale come "Vivendi", "Hermés International" e "Usinor". Fondò la "General Enterprise Management Services Limited", specializzata in fondi di investimento orientati sulla regione Asia-Pacifico.
Nel 1978 Murray pubblicò un'autobiografia dei suoi anni spesi come legionario intitolato:  “Legionario: un inglese nella Legione straniera”,  e nel 2002 finanziò un film: “Legion of Honor”.
Murray è stato nominato Commendatore dell'Ordine nazionale del merito e Commendatore dell'Ordine dell'Impero Britannico.
Tuttora è presidente di San Marino Telecom con sede a San Marino.

## Opere
- LEGIONARIO - Cinque anni nella Legione Straniera francese  (ried. 2010)  Mursia Editore S.p.A. - ISBN 978-88-425-4305-3